# Johann Joseph von Baader
Johann Joseph Ritter von Baader (* 1733 auf Schloss Freiberg in der Steiermark; † 13. Januar 1810 in Ofen, Ungarn) war kaiserlicher Feldmarschall-Lieutenant für die österreichischen Habsburger.

## Leben
Mit 23 Jahren wurde Baader Fähnrich im kaiserlichen Infanterieregiment Sachsen-Hildburghausen, in dem er im Siebenjährigen Krieg kämpfte. 1758 wurde er zum Unterlieutenant, 1766 zum Hauptmann, 1776 Major, 1784 Oberstleutnant und 1788 Oberst. 1778 wurde er mit zwei Brüdern in den Ritterstand erhoben. Im Zuge des Ersten Koalitionskriegs (Feldzug von 1793) zeichnete er sich bei Bodental, Bergzabern und beim Rückzug von der Riedheimer Anhöhe aus. Im Bodental erstürmte er mit zwei Kompanien das feindliche Lager und erbeutete drei Kanonen, im letzteren Gefecht wurde er verwundet. Er wurde dann General-Major und Feldmarschall-Lieutenant, kam als Kommandant nach Klagenfurt und Graz, zuletzt als Festungskommandant in das ungarische Ofen.